# Список дипломатических миссий Ботсваны
Список дипломатических миссий Ботсваны — перечень дипломатических миссий (посольств) и генеральных консульств Ботсваны в странах мира.

## Европа
- Бельгия
  - Брюссель (посольство)
- Великобритания
  - Лондон (высшее уполномоченное представительство)
- Швеция
  - Стокгольм (посольство)

## Америка
- Бразилия
  - Бразилиа (посольство)
- США
  - Вашингтон (посольство)

## Африка
- Замбия
  - Лусака (высшее уполномоченное представительство)
- Зимбабве
  - Хараре (посольство)
- Кения
  - Найроби (высшее уполномоченное представительство)
- Намибия
  - Виндхук (высшее уполномоченное представительство)
- Нигерия
  - Абуджа (высшее уполномоченное представительство)
- Эфиопия
  - Аддис-Абеба (посольство)
- ЮАР
  - Претория (высшее уполномоченное представительство)
  - Йоханнесбург (генеральное консульство)
  - Кейптаун (генеральное консульство)

## Азия
- Индия
  - Нью-Дели (высшее уполномоченное представительство)
- Китай
  - Пекин (посольство)
- Япония
  - Токио (посольство)

## Океания
- Австралия
  - Канберра (высшее уполномоченное представительство)

## Международные организации
- Брюссель (представительство при ЕС)
- Женева (постоянное представительство при ООН)
- Нью-Йорк (постоянное представительство при ООН)